# Корнидес, Даниил
Даниил Корнидес (венг. Cornides Dániel; 1 июля 1732, Липтовски-Микулаш — 4 октября 1787, Пешт) — венгерский историк, профессор геральдики и дипломатики в Пештском университете.
Его главные труды: «Regum Hungariae, qui saeculo XI regnavere, genealogia» (Прессбург, 1778); «Bibliotheca Hungarica» (Пешт, 1792); «Commentatio de religione vteerum Hungarorum» (Вена, 1791); «Vindiciae anonymi Belae regis notarii» (Офен, 1802).